# Pinco Pallino
Pinco Pallino (detto anche Pinco Palla o Pinco Pallo o Pallo Pinco) è un nome di pura fantasia di uso popolare e comune col quale si indica una persona o un'entità presa ad esempio, della quale non è necessario conoscere caratteristiche specifiche. Talvolta assume carattere spregiativo o ironico: si dice "un pincopallino", per intendere un perfetto sconosciuto e irrilevante. È spesso usato come sinonimo di "qualcuno".
Ha la stessa funzione di Tizio (a volte unito con Caio e Sempronio), Tal dei Tali e Signor Nessuno.

## Locuzioni comuni
Alcune locuzioni contestualizzanti d'esempio:
- "Il Pinco Pallino della società italiana", le persone comuni - qualsiasi - della società italiana
- "Un libro scritto da un Pinco Pallino qualsiasi", un libro redatto da uno scrittore di poco valore
- "Un Pinco Pallo mise in giro quella voce, il resto è storia", una persona non meglio identificata (qualcuno) sparse quella voce
- "Prendi un Pinco Pallo di penna e comincia a scrivere!", prendi una penna qualsiasi e comincia a scrivere!

## Nomi generici in altre lingue ed etimologia
| Albania              | Filan Fisteku |
| Arabia               | Fulan (arabo: فلان) (femminile: Fulanah, فلانة), Ellan (علان) Majhoul (مجهول) |
| Argentina            | Juan Pérez, Don Nadie, Fulano (dall'arabo) de Tal, Mengano, Zutano, Perengano, Juan de los Palotes, Doña Rosa, Doña María |
| Australia            | Fred Nerk, Joe Blow, Joe Bloggs, John Citizen, Joe Farnarkle, John Barry, Simon McCool, Smurf |
| Austria              | Hans Meier, Hans Maier, Hans Mayer, Max Muster, Herr und Frau Österreicher ("sig/sig.ra austriaci") |
| Belgio               | Jean Dupont, Jan Janssen, Jos Joskens, Duschmol, Duchien, Schtroumpf |
| Bosnia ed Erzegovina | Marko Marković, Petar Petrović, Sima Simić |
| Brasile              | Fulano (dall'arabo Fulan) de Tal, Sicrano, Beltrano, João da Silva, Zé da Silva, Zé Ninguém, Zé das Couves, Dunha, Zé Goiaba. |
| Bulgaria             | Иван Иванов (Ivan Ivanov), лицето Х (la persona X). |
| Canada               | G. Raymond (maschile/femminile, usato perché nome sia anglofono che francofono), John Jones, Jos Bleau (in Quebec, all'inglese Joe Blow), Smurf, Schtroumpf |
| Cile                 | Juan Pérez, Fulano (dall'arabo Fulan) de Tal, Perico de los Palotes, N.N., "Sra. Juanita", "Pedro, Juan y Diego" , Moya (cognome), "sepa Moya" (quando non si sa la risposta), Pitufo. |
| Cina                 | 无名氏 (Pinyin: Wúmíng Shì, "Sr./Sra. Nessun Nome"); 某某 (Pinyin: Mǒu Mǒu, "tal dei tali"); 赵大 (Pinyin: Zhào Dà), 钱二 (Pinyin: Qián Èr), 孙三 (Pinyin: Sūn Sān), 张三 (Pinyin: Zhāng Sān), 李四 (Pinyin: Lǐ Sì), 王五 (Pinyin: Wáng Wǔ), ...; 某甲 (Pinyin: Mǒu Jiǎ), 某乙 (Pinyin: Mǒu Yǐ), 某丙 (Pinyin: Mǒu Bǐng), ...; 小强，小明...                                                                                               |
| Colombia             | Fulano de Tal (dall'arabo, Fulan), Pepito Pérez, Sutano, Mengano, Perencejo |
| Corea                | 홍길동 洪吉童, Hong Gil-dong; (maschile), 심청 (沈淸, Shim Cheong; femminile) 철수 (Cheol-soo, maschile), 영희 (Yeong-hee; femminile) |
| Costa Rica           | Juan Pérez, Fulano de Tal (dall'arabo, Fulan), Sutano, Mengano, Perencejo |
| Croazia              | Ivan Horvat, Pero Perić, Kristian Horvat ("Croato cattolico"), N.N. ("Nepoznati Netko", "Qualcuno Sconosciuto") |
| Cuba                 | Fulano (dall'arabo, Fulan), Mengano, Ciclano, Esperancejo (femm.: Fulana, Mengana, Ciclana, Esperanceja.) cognome: de Tal |
| Danimarca            | N.N. (dal latino nomen nescio, "non conosco il nome"), Hr. og Fru Danmark ("Sr. e Sra. Danimarca") |
| Ecuador              | Juan Pérez, Fulano (dall'arabo, Fulan), Sultano, Mengano, Juan Piguave |
| Estonia              | Jaan Tamm (maschile), Tädi Maali (zia Maali) |
| Filippine            | Juan de la Cruz, Juanita de la Cruz |
| Finlandia            | Matti Meikäläinen (maschile/generico) y Maija Meikäläinen (femminile), Piggy McCool |
| Francia              | Jean Dupont, Paul Martin, Monsieur Durand, Monsieur Untel/ Madame Unetelle, Monsieur/Madame X, Pierre-Paul-Jacques ("tizio-caio-sempronio"), Schtroumpf |
| Fær Øer              | Miðalhampamaður |
| Germania             | Hans/Max/Otto/Kevin ed Erika Mustermann, Lieschen Müller, Otto Normalverbraucher, Meier/Müller/Schulze, Hinz & Kunz, NN, Schlumpf |
| Giappone             | “Nanashi-no-Gombei”, (senza nome, Tal dei Tali). 山田太郎 (Yamada Taro, maschile), 山田花子 (Yamada Hanako, femminile), 名無しの権兵衛 (Nanashi-no-Gombee, 名無しの senza nome, 兵衛 (hyoue) 権 (gon) "membro dell'impero senza nome" oppure nanashi-gonbee, (Senza nome Sr. così così), 何野某 (Nanno Nanigashi), 土左衛門 (Dozaemon, cadavere affogato) Tao de Pai, Sumafu, Doraemon, Satoshi, Shigeru, Hiroshi (Tizio, Caio, Sempronio) |
| Grecia               | Γιῶργος Τάδε (Giorgos Tade, maschile), Μαρία Τάδε (Maria Tade, femminile), Τάδε Ταδόπουλος (Tade Tadopoulos, maschile), Τάδε Ταδοπούλου (Tade Tadopulou, femminile), ὁ/ἡ Δείνα, ὁ Φούφουτος (O Foufoutos), Ἕνας Κάποιος (Enas Kapoios), Α. Β. Κάτοχος (A.B. Katohos) |
| Guatemala            | Juan Pérez, Fulano (dall'arabo Fulan), Sutano (o Zutano), Mengano, Perencejo, Shevchenco. |
| Hong Kong e Macao    | 陳大文 (maschile), 陳小明 (bimbo) |
| India                | Naamalum (nelle cause giudiziarie) नामालुम (in Devanagari). Tradotto come "sconosciuto" |
| Indonesia            | Si Anu / Fulan (arabo فلان) |
| Iran                 | Folani (فُلانی) e Felani (فلانی), dall'arabo فلان. Yaroo (ِیارو) |
| Irlanda              | Seán and Síle Citizen; Seán Ó Rudaí, de rud = cosa |
| Islanda              | Meðal-Jón, Meðal-Jóna, Jón Jónsson, Jóna Jónsdóttir |
| Israele              | ישראל ישראלי, Ploni פלוני e Almoni אלמוני o Ploni Almoni, oppure Moshe Cohen משה כהן, פְּלוֹנִית אַלמוֹנִית Plonit Almonit (f) |
| Italia               | Mario Rossi, Pinco Pallino, Pinco Pallo, Tal dei Tali, Tal de' Tali, Signor Nessuno, N.N. (Nessun Nome), Tizio, Caio, Sempronio, Sempronietto, Filano, Mevio, Calpurnio, Pippo, Puffo |
| Lettonia             | Jānis Bērziņš |
| Libano               | Majhoul (arabo: مجهول), Folan (arabo: فلان) (femminile: Folana, فلانة), Elan (علان). |
| Lituania             | Vardenis Pavardenis, Jonas Jonaitis, Petras Petraitis |
| Macedonia del Nord   | Петар Петровски (Petar Petrovski) |
| Malaysia             | Si Anu, Si Polan, Si Polan Bin Si Polan, Mat & Minah |
| Malta                | Joe Borg, Popeye |
| Mauritius            | Islas Sa boug la (maschile), Safame la, Sapitin la (femminile) |
| Messico              | Juan/Juanito/Juana/Juanita Pérez, Don Fulano de Tal o Fulano (dall'arabo Fulan), Mengano, Perengano, Sutano/Zutano, Juan Pueblo, Juan Camaney, Juan/Perico de los Palotes, un "X" |
| Nepal                | Ram, Shyam, Hari, Ram Kumar Deshar, Sigdel o Jyapu |
| Nicaragua            | Juan Pueblo, Juan Perez, Fulanito de Tal (dall'arabo Fulan) |
| Nigeria              | Lagbaja |
| Norvegia             | N.N., Ola Nordmann, Kari Nordmann, Peder Ås |
| Nuova Zelanda        | Joe Bloggs, John Doe, Joe Blow |
| Paesi Bassi          | Jan Jansen, Jan Modaal, Jan en Alleman (chiunque), Jan-Piet-Klaas (Tizio-Caio-Sempronio), Smurf |
| Pakistan             | Falana (maschile), Falani (femminile) (dall'arabo فلان) |
| Panama               | Juan Pérez, Fulano (dall'arabo Fulan) de Tal, Zutano, Mengano |
| Paraguay             | Juan Pérez, Fulano (dall'arabo Fulan) de Tal, Zutano, Mengano, N.N. |
| Perù                 | Juan Pérez, Fulano (dall'arabo Fulan) de Tal, Mengano, Zutano, Perengano, Perencejo |
| Polonia              | N.N. , Jan Kowalski, Jan Nowak, Iksiński, Smerf, Smerfy |
| Portogallo           | Fulano (dall'arabo Fulan), Sicrano, Beltrano, Indivíduo, Tipo, Gajo, Zé da Silva, Homenzinho, Mulherzinha, Rapazinho, Zé Povinho, Smurf |
| Porto Rico           | Fulano (dall'arabo) de Tal, Juan Perez, o Juan del Pueblo |
| Regno Unito          | Joe Bloggs, John Smith, A N Other, R Punter, "Tom, Dick, and Harry", Ronnie (o Ronny) Arbuckle, Smurf |
| Rep. Ceca            | Jan Novák, Karel Vomáčka, Tomáš Martiník, Jan Skočdopole |
| Romania              | Ion Popescu |
| Russia               | Иванов Иван Иванович (Ivanov Ivan Ivanovich), Петров и Сидоров (Petrov e Sidorov), Вася Пупкин (Vasya Pupkin), имярек (da имя рекомое, “nome che si dirà”), per le persone giuridiche: - ООО "Ромашка" (OOO "Romashka" - S.r.l. "Camomilla"), ООО "Рога и копыта" (OOO "Roga i Kopyta" - S.r.l. Corna e Zoccoli), ООО "Фунтик" (OOO "Funtik"), Завод "Красная синька" ( Zabod "Krasnaja Sin'ka" - Impianto "Rosso blu")                    |
| Serbia               | NN, Petar Petrović, Pera Perić, Marko Marković, Janko Janković |
| Slovacchia           | Ján Novák, Jožko Mrkvička |
| Slovenia             | Janez Novak |
| Spagna               | Fulano (dall'arabo, Fulan) de Tal, Pepe Pérez, Fulano, Fulanito, Mengano, Menganito, Perico de los Palotes, Fulanito de Tal, Menganito de Cual, Zutano, Zutanito, Sultano, Sultanito, Don Nadie, Juan Nadie, Perengano. Femenino equivalente: Fulanita, Fulanita de Tal, Mengana, Menganita, Menganita de Tal, Pitufo |
| Stati Uniti          | Average Joe, Ordinary Joe, John Doe, Joe Sixpack, Ordinary o Average Jane, Jane Doe, Jane Smith, John Q. Public, Joe Blow, Joe Schmoe, John Smith, Eddie Punchclock, Joe Botts, J. S. Ragman, Vinnie Boombotz, Smurf |
| Sudafrica            | Koos van der Merwe, Piet Pompies |
| Svezia               | (Herr/Fru) Svensson, Medelsvensson (svedese medio); Kalle, Olle, Pelle, Nisse o Lisa. Namn Namn o NN (dal latino Nomen Nescio) |
| Svizzera             | Tedesco: Herr und Frau Schweizer ("sig/sigra svizzeri"), Hans Meier, Hans Mustermann, Mr. Bünzli Francese: Jean Dupont, Pierre-Paul-Jacques Italiano: Tizio, Caio e Sempronio, Pino Pallino |
| Swahili              | Fulani (arabo فلان) |
| Thailandia           | นาย ก. (Nai Gor, cioè Sr. Gor), นาง ก. (Nang Gor, cioè Sra. Gor). ก. (Gor) è la prima lettera dell'alfabeto thailandese. Vengono usate pure le lettere successive ข (Kor) ค (Kor) ecc. |
| Turchia              | Sarı çizmeli Mehmet Ağa, Sirinıer |
| Ungheria             | Gipsz Jakab, Jóska Pista, Kovács János, Pityi Palkó, Ribizli Gizi, XY |
| Uruguay              | Fulano (dall'arabo), Mengano, Sultano; Juan Pérez; Juan Pueblo, Doña María (femminile) y Don José (maschile) |
| Venezuela            | Fulano (dall'arabo Fulan) de Tal, Sutano, Mengano, Perencejo, Pedro Perez, Juan de los Palotes, Juan Bimba, Perico De Los Palotes, Esteban de Jesus, Estebita, Gadaleta. |
| Vietnam              | Người giấu tên, Nguyễn Văn A (maschile), Trần Thị B (femminile) |